# Il boia di Venezia
Il boia di Venezia è un film del 1963 diretto da Luigi Capuano.

## Trama
Nel 1645, a Venezia, il doge Giovanni Bembo, anziano e malato di cuore, e il Grande Inquisitore Rodrigo Zeno, acerrimi nemici, si affrontano senza esclusione di colpi. Una sensazionale scoperta influisce sulle sorti della contesa: Sandrigo Bembo, supposto figlio del doge, in realtà è figlio del boia Guarneri, un pirata uscocco schieratosi dalla parte dell'Inquisitore per vendicarsi del doge, che crede l'assassino di suo figlio. 
 Sfruttando questa scoperta, l'Inquisitore attua un colpo di stato e depone il doge; inoltre, poiché innamorato di Leonora Manin, promessa sposa di Sandrigo, con una falsa testimonianza ottiene l'arresto del giovane e la sua condanna a morte proprio nel giorno della celebrazione delle nozze, offrendo l'esecuzione proprio a Guarneri, ignaro padre del ragazzo. Ma Sandrigo riesce a scampare alla forca e insieme al padre, che nel frattempo l'ha riconosciuto, torna alla riscossa: l'Inquisitore finisce decapitato per mano del boia Guarneri.